# Estación San Juan de la Soledad
San Juan de la Soledad —también denominada Alto Lucía— fue una estación de ferrocarril que se hallaba en la actual comuna de Pozo Almonte en la Región de Tarapacá de Chile. Fue detención tanto del Longitudinal Norte y el Ferrocarril de Iquique a Pintados y actualmente se encuentra inactiva.

## Historia
La estación fue construida en los años 1920 como parte de las obras del Ferrocarril de Iquique a Pintados, que entraron en funcionamiento en noviembre de 1928. En publicaciones de 1930 la estación aparece mencionada bajo el nombre de «Alto Lucía».
La estación aparece consignada tanto en mapas oficiales de 1929 así como también en mapas de 1944 y 1961, lo que da cuenta de su actividad de manera constante.
La estación dejó de prestar servicios cuando fue suprimida el 1 de junio de 1961. Las vías del Longitudinal Norte fueron traspasadas a Ferronor y privatizadas, mientras que la estación fue abandonada. Actualmente en las cercanías de la estación se encuentra las faenas mineras de San Lorenzo.